# Aleh Mijalovich
Aleh Mijalovich –en bielorruso, Алег Михалович– (Pershamaiski, 1 de agosto de 1979) es un deportista bielorruso que compitió en lucha grecorromana. Ganó dos medallas en el Campeonato Europeo de Lucha, plata en 2006 y bronce en 2004.
Participó en los Juegos Olímpicos de Pekín 2008, ocupando el quinto lugar en la categoría de 74 kg.

## Palmarés internacional
| Campeonato Europeo | Campeonato Europeo | Campeonato Europeo | Campeonato Europeo |
| Año                | Lugar              | Medalla            | Categoría          |
| ------------------ | ------------------ | ------------------ | ------------------ |
| 2004               | Haparanda (Suecia) | Medalla de bronce  | 74 kg              |
| 2006               | Moscú (Rusia)      | Medalla de plata   | 74 kg              |